# 巴赫之家

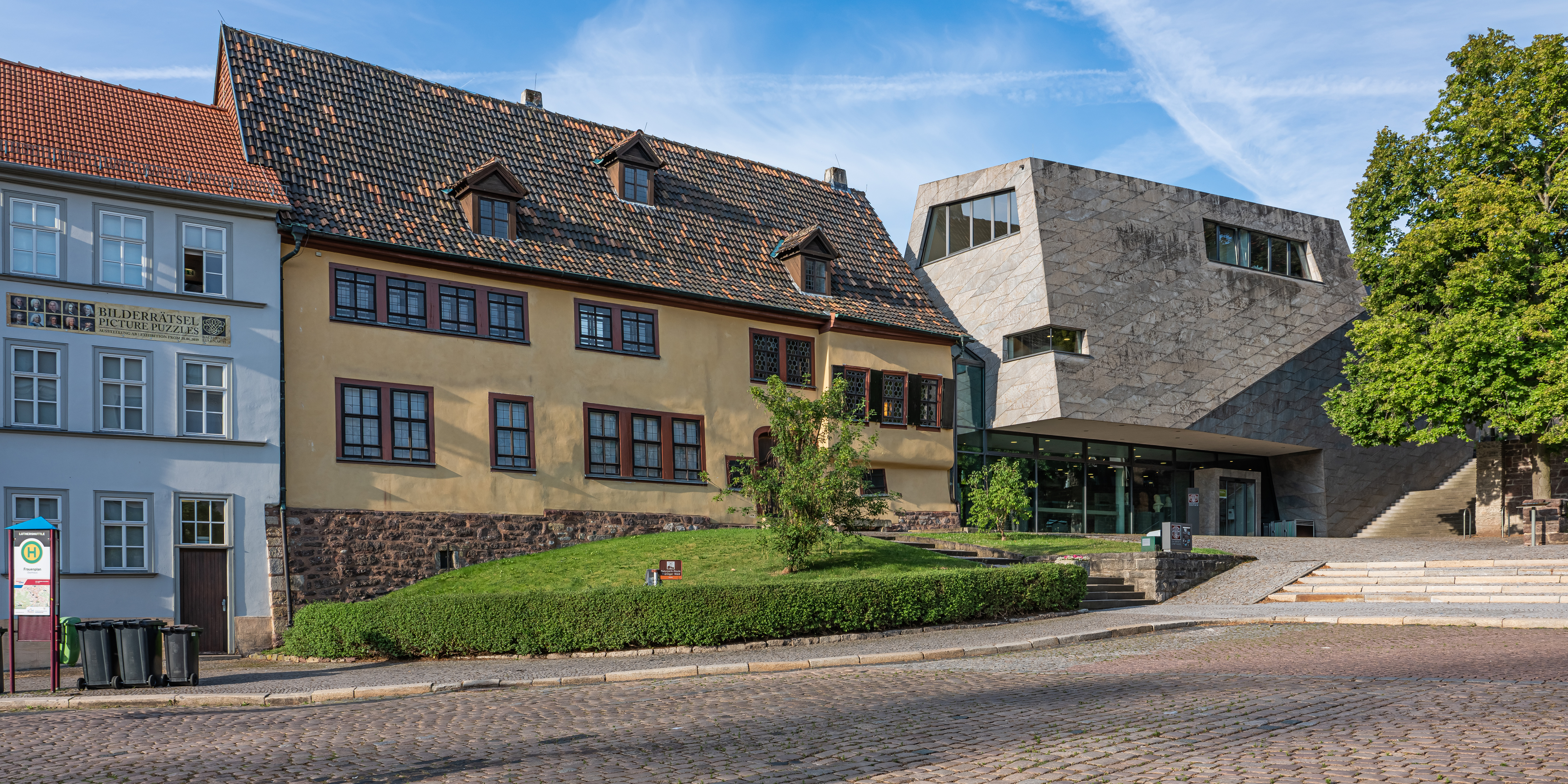

巴赫之家（德語：Bach House）是位於德國城市艾森納赫的一座建築，以紀念出生在這座城市的作曲家約翰·塞巴斯蒂安·巴哈。巴赫之家開業於1907年，是世界第一座巴赫紀念館。

## 外部連結
- Website of the Bach House museum
- Website of the New Bach Society